# Geranium jinchuanense
Geranium jinchuanense là một loài thực vật có hoa trong họ Mỏ hạc. Loài này được Z.M.Tan mô tả khoa học đầu tiên năm 1994.